# 緬甸軍事安全事務辦公室
緬甸軍事安全事務辦公室，緬甸語稱薩雅巴，是緬甸國防軍一個部門，負責情報蒐集工作。它的成立是為了取代2004年解散的國防服務情報局（DDSI）。
薩雅巴負責處理政治問題，並在監督2007年緬甸番紅花革命中發揮了核心作用;協調廣泛逮捕抗議者及其訊問。人權觀察報告說，作為審訊過程的一部分，薩雅巴使用睡眠剝奪並縱容被拘留者的毆打，直到他們失去意識為止。
值得注意的薩雅巴前任指揮官包括缅甸副总统敏瑞，截至2016年9月，薩雅巴由Soe Htut中將領導，並在塞班島接受美國中央情報局培訓，營運一個自20世紀70年代和80年代亞洲其中一個最令人恐懼和有效的軍事情報網絡。